# Mirliton (musique)
Pour les articles homonymes, voir Mirliton.
 (janvier 2024).
Motif : Quel(s) sujet(s) est/sont admissible(s), i.e. documenté(s) par des sources secondaires centrées ?

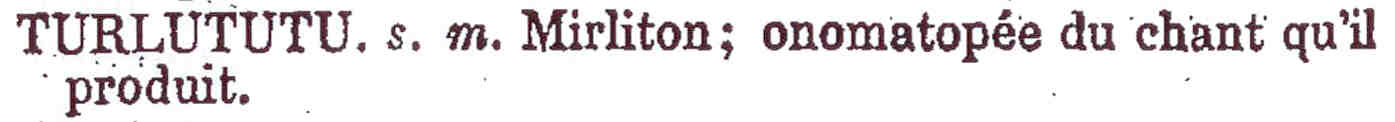
Alexandre Desrousseaux, Vocabulaire des Chansons et pasquilles lilloises, Lille 1881.

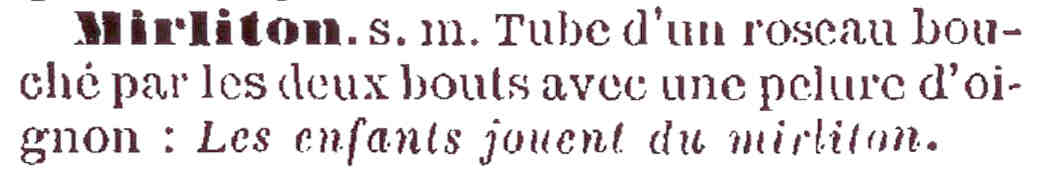
Abrégé du dictionnaire de l'Académie française, Paris 1883.

Le terme mirliton comporte plusieurs sens en musique : il peut désigner un petit instrument de musique populaire, un procédé organologique et enfin une qualité dépréciative de certaines musiques ou poésies.

## Étymologie
Dans une étude publiée en 2001, Hans Mattauch, de l'université technique de Brunswick, fait remonter à 1723 l'apparition du mot mirliton dans le premier sens de « coiffure de gaze pour femmes ». 
Le lexique du Centre national de ressources textuelles et lexicales (CNRTL) indique que le mot mirliton apparaît en 1738 pour désigner une monnaie, puis en 1745 pour désigner une « sorte de flûte ». 
L'étymologie exacte du mot mirliton reste inconnue. On peut seulement remarquer que le mot mirliton rappelle le mot mirlitaire, manière comique et péjorative pour désigner les militaires qui apparaît en 1781 chez Rétif de la Bretonne.

## Organologie
Par métonymie ou synecdoque, le terme de mirliton est passé dans la langue courante d'une partie d'instrument ou d'un procédé organologique à un nom d'instrument. [réf. souhaitée]
En effet, le mirliton désigne[Quand ?] une fine membrane (végétale ou animale) vibrante recouvrant un trou, servant de cavité de résonance, mis en branle par la vibration sonore — mais non par le souffle seul — et qu'on rencontre dans de nombreux instruments de musique du monde : flûtes et chalemie traditionnelles (en Chine notamment), mais aussi xylophones traditionnels (balafon africain, marimba mexicain). Cette membrane a la particularité de déformer et d'amplifier le son en y apportant un buzz et une résonance nasillarde[réf. à confirmer].
Beaucoup de peuples utilisent aussi des mirlitons dans leurs cérémonies religieuses afin de maquiller ou transformer la voix humaine ; l'instrumentiste fait résonner la membrane en chantant dans l'instrument.[réf. nécessaire]
Le mirliton est classé parmi les membranophones comme instrument à membrane chantante dans la classification Hornbostel-Sachs.

## Instrument

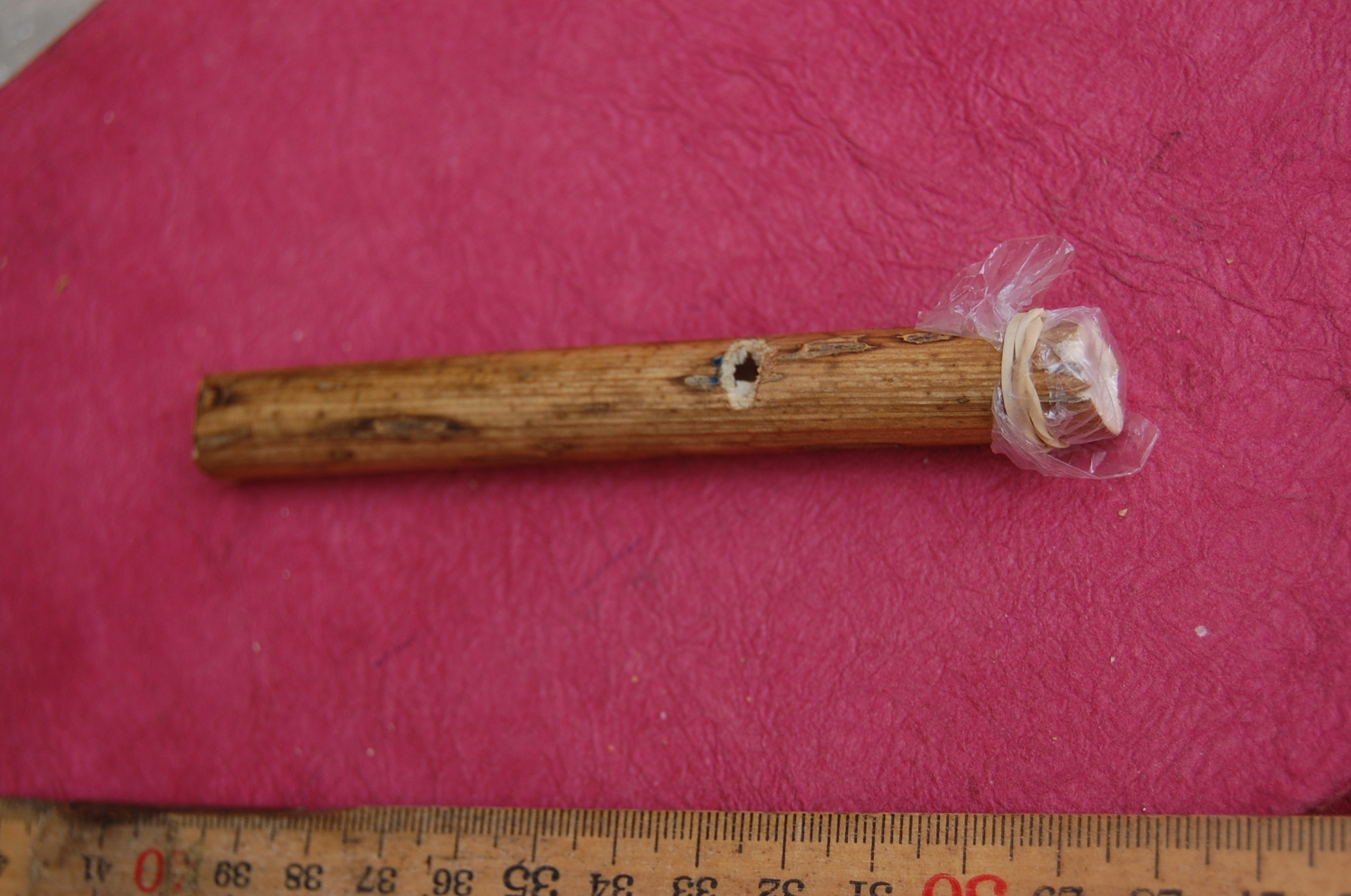
Mirliton

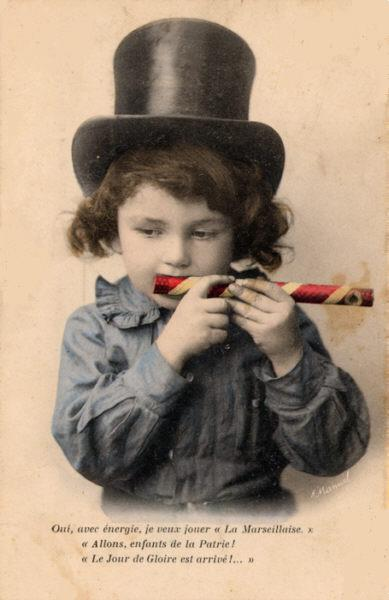
Le mirliton, ancêtre du bigophone.

La flûte à mirliton est devenue au fil du temps le mirliton tout court, elle peut être fabriquée simplement à l'aide d'un tube quelconque percé d'un trou, de pelure d'oignon ou d'un papier ciré très fin et d'un élastique, mais est également désormais fabriquée industriellement, généralement en métal ou en matière plastique, à titre d'instrument festif ou à destination des enfants notamment et est aussi dénommé alors kazoo.

### Historique

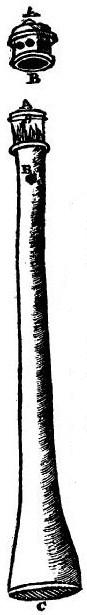
Dessin de Mersenne, 1636.

En 1636, Marin Mersenne décrit cet instrument qu'il appelle « eunuque » :

« Le quatriesme Chalumeau (figuré sur la planche d'illustration) est appelé Eunuque par quelques-uns, mais la difference de ses sons ne vient pas de celle de ses trous, ny de sa longueur comme il arrive aux autres : car elle ne fait point d'autre son que celuy de la bouche, ou de la langue qui parle, dont elle augmente la force & la resonance par le moyen de sa longueur & de sa capacité, & par une petite peau de cuir mince, & déliée comme la peau d'un oignon, dont on affuble le haut, où l'on void A, afin que le vent & la voix que l'on pousse par le trou B, qui fait l'emboucheure, aille frapper cette peau comme un petit tambour, qui donne un nouvel agreement à la voix par ses petits tremblemens qui la reflechissent. La boëtte ou le pavillon AB, sert à couvrir ladite peau, & ses trous donnent l'issuë à la voix, quoy qu'ils ne soient pas nécessaires. Or l'on fait quatre ou cinq parties différentes de ces Flustes pour un concert entier, qui a cela par-dessus toutes les autres Flustes, qu'il imite davantage le concert des voix, car il ne luy manque que la seule prononciation, dont on approche de bien prés avec ces Flustes. »

Texte mis en français moderne :

« Le quatrième chalumeau (figuré sur la planche d'illustration) est appelé Eunuque par quelques-uns, mais la différence de ses sons ne vient pas de celle de ses trous, ni de sa longueur comme il arrive aux autres : car elle ne fait point d'autre son que celui de la bouche, ou de la langue qui parle, dont elle augmente la force et la résonance par le moyen de sa longueur et de sa capacité, et par une petite peau de cuir mince, et déliée comme la peau d'un oignon, dont on affuble le haut, où l'on voit A, afin que le vent et la voix que l'on pousse par le trou B, qui fait l'embouchure, aille frapper cette peau comme un petit tambour, qui donne un nouvel agrément à la voix par ses petits tremblemens qui la réfléchissent. La boîte ou le pavillon AB, sert à couvrir ladite peau, et ses trous donnent l'issue à la voix, quoiqu'ils ne soient pas nécessaires. Or l'on fait quatre ou cinq parties différentes de ces flûtes pour un concert entier, qui a cela par-dessus toutes les autres flûtes, qu'il imite davantage le concert des voix, car il ne lui manque que la seule prononciation, dont on approche de bien près avec ces flûtes. »

L'appellation « flûte eunuque » est aussi utilisée de nos jours en français pour désigner le mirliton. C'est l'un de ses deux noms usuels en anglais : « eunuch flute » ; l'autre est « onion flute », « flûte à l'oignon ». De même en allemand, on l'appelait également jadis « Zwiebelflöte » (« flûte à l'oignon »), puisqu'elle comportait dans sa fabrication une pelure d'oignon.

Dans le Guide de l'art instrumental, dictionnaire pratique et raisonné des instruments de musique anciens et modernes publié par Albert Jacquot en 1886, on trouve sa définition sous un autre nom encore : 

« TROMPETTE DE CANNE. C’est le roseau fendu, servant de jouet aux enfants de la campagne ; ce roseau est évidé, à l’exception d’une petite membrane, qui résonne. Cet instrument n’est autre que le mirliton primitif. »

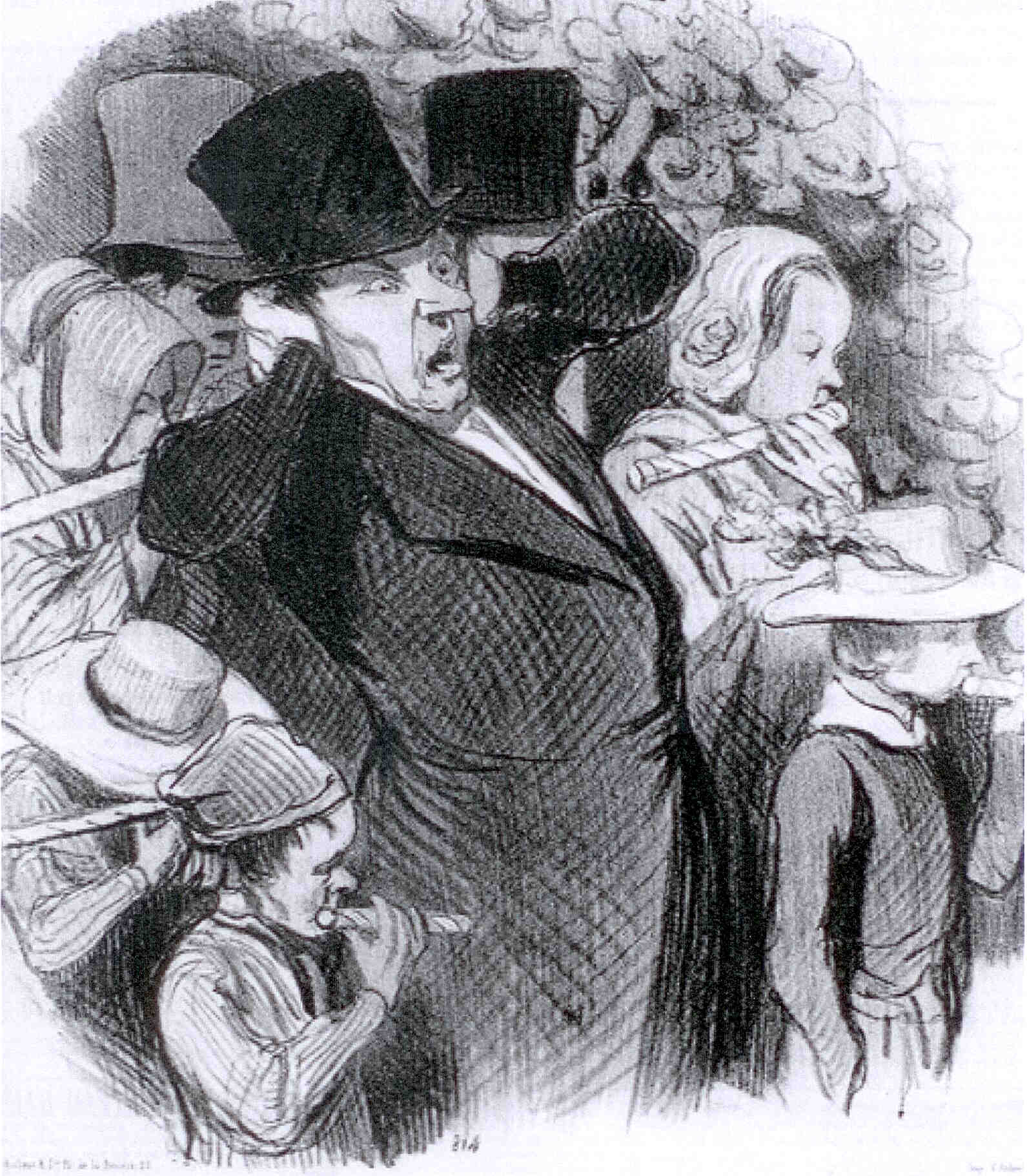
Les mirlitons de la foire de Saint-Cloud vus par Honoré Daumier.

Les mirlitons de la foire de Saint-Cloud étaient jadis célèbres : « Mirliton et foire de Saint-Cloud sont synonymes. »
A la foire à Saint-Cloud
On y vend de tout ;
Le plus fort commerce
Bat sur le mirliton
Que chaque garçon
Paye à son tendron.

À propos de leur sonorité, Ernest Jaimes écrit, en 1867 : 

« On en tire un son assez désagréable. »

### Instruments apparentés
En 1881, en s'inspirant du mirliton et le perfectionnant, le Français Bigot invente le bigophone, instrument beaucoup plus puissant, qui connaîtra une très grande popularité en France, Belgique, Allemagne, durant une cinquantaine d'années. Le bigophone sera vendu dans de nombreux pays : Russie, Suède, Angleterre, etc.
Vont apparaître ensuite des versions américaines du bigophone, connues sous le nom de songophone, vocophone, sonophone ou zobo, qui connaîtront un immense succès aux États-Unis. Ces instruments sont aujourd'hui oubliés par le grand public.
D'autres instruments ressemblent au mirliton, par exemple le kazoo ou gazou.

## Le mirliton dans la culture

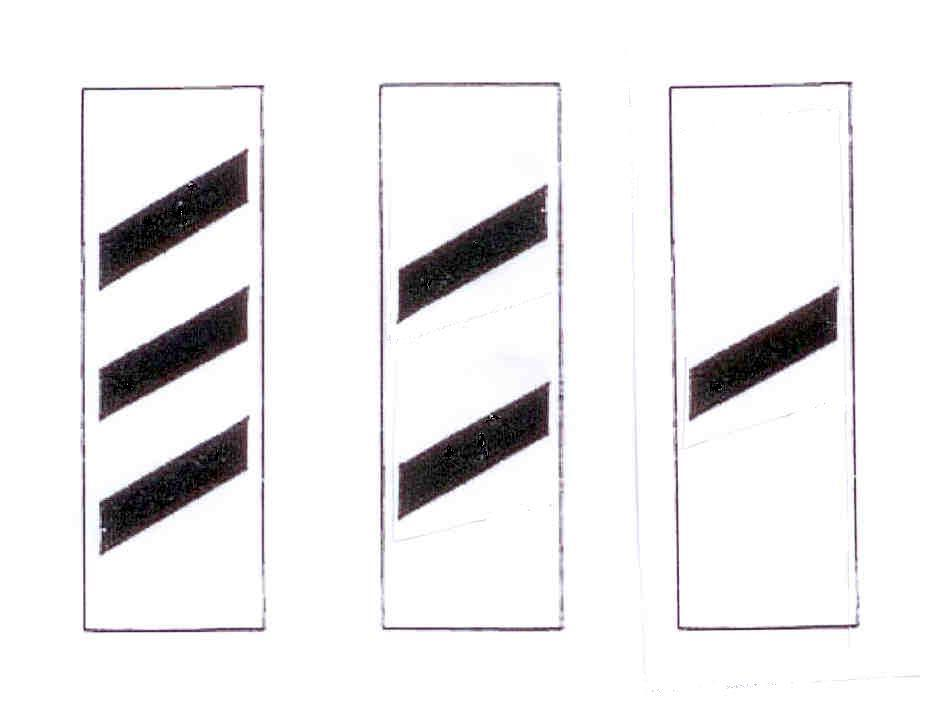
Mirlitons, signaux de chemin de fer.

- En 1733, Michel Corrette a composé Le Mirliton, Ier concerto comique pour trois flûtes ou violons avec la basse-continue. Ouvrage utile aux mélancoliques.
- Pour des motifs différents, les vers de mirliton et la musique de mirliton sont des expressions péjoratives. Autrefois, on trouvait des poèmes de faible qualité imprimés sur des bandes de papier, enroulées autour du tube de l'instrument. Ce qui est à l'origine de l'expression « vers – ou rimes – de mirliton » pour désigner des vers trop faciles. De son côté, le son du mirliton a donné l'expression musique de mirliton pour désigner une musique sommaire et désagréable à écouter.
- Dans certaines chansons paillardes, le mirliton est assimilé au pénis, comme dans Le Mirliton de Lisette, de F.-J. Girard en 1848[13], et aussi parfois au sexe féminin, comme dans Le Mirliton, chanson de salle de garde en 1911-1913[14].
- Par analogie de forme, on a donné à une spécialité pâtissière de Pont-Audemer le nom de mirliton de Pont-Audemer.
- Les dessins portés par une succession de signaux de chemin de fer leur a valu le nom de mirlitons, car ils rappellent la bandelette enroulée avec des poèmes autour du tube en carton de l'instrument populaire. Un signal au dessin différent, ayant la même fonction, employé dans le métro de Paris, a par la suite hérité du même nom.

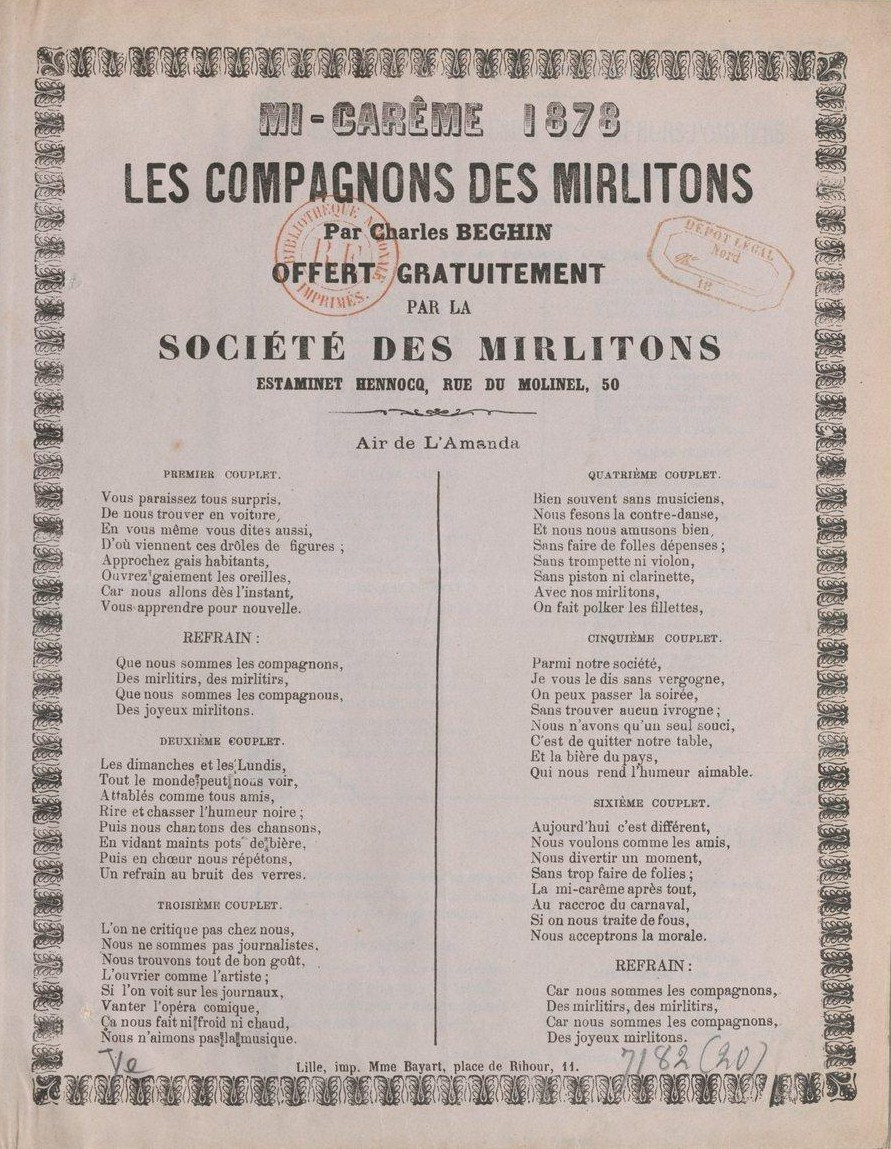
Éditée à la Mi-Carême 1878 : une chanson de la Société des mirlitons, goguette lilloise équipée de mirlitons.

- En 1833, Alfred de Musset écrit une chanson burlesque intitulée Complainte historique et véritable sur le fameux duel qui a eu lieu entre plusieurs hommes de plume très inconnus dans Paris, à l'occasion d'un livre dont il a été beaucoup parlé de différentes manières, ainsi qu'il est relaté dans la présente complainte, à chanter sur l'air de la Complainte du maréchal de Saxe[15]. Son 8e couplet parle des mirlitons :

Ils prirent les Dames blanches
Pour s'en aller à Meudon
Acheter des mirlitons,
Afin que Gustave Planche
Pût faire baisser le ton
A messieurs du Feuilleton.
- Le mirliton est une chanson célèbre au XIXe siècle en France. Sur son air on a placé quantité de chansons. On y trouve notamment les paroles suivantes[17],[18] :

Mad'moisell', pour s'en servir
Il suffit d'une leçon !
Ah ! jouez du mirlitir,
Du ton, du mirliton !
- En 1885, Aristide Bruant ouvre son célèbre cabaret : Le Mirliton, dans l'ancien local du Chat noir. Il existe jusqu'en 1895. Il crée et dirige également une revue du même nom qui paraît durant 22 ans, d'octobre 1885 à avril 1906.
- Une Danse des mirlitons se trouve au troisième tableau du deuxième acte du ballet de Tchaïkovski Casse-noisette créé à Saint-Pétersbourg en 1892.
- Le 16 mars 1830, Brazier et Carmouche donnent une parodie d'Hernani de Victor Hugo au théâtre de la Gaîté, intitulée O qu'nenni ou le Mirliton fatal. Cette parodie s'ajoute aux trois autres qui suivent la première d'Hernani. Malgré les critiques implicites portées par ces parodies, le buzz témoigne de l'intérêt porté à la pièce de Hugo.

## Articles liés
- Vers de mirliton
- Bigophone
- Kazoo
- Varinette